# Die, Drôme
Die (phát âm tiếng Pháp: [di]; tiếng Occitan: Diá [ˈdjɔ]) là mộ xã tỉnh Drôme trong vùng Auvergne-Rhône-Alpes đông nam nước Pháp. Xã Die, Drôme nằm ở khu vực có độ cao trung bình 110 mét trên mực nước biển.

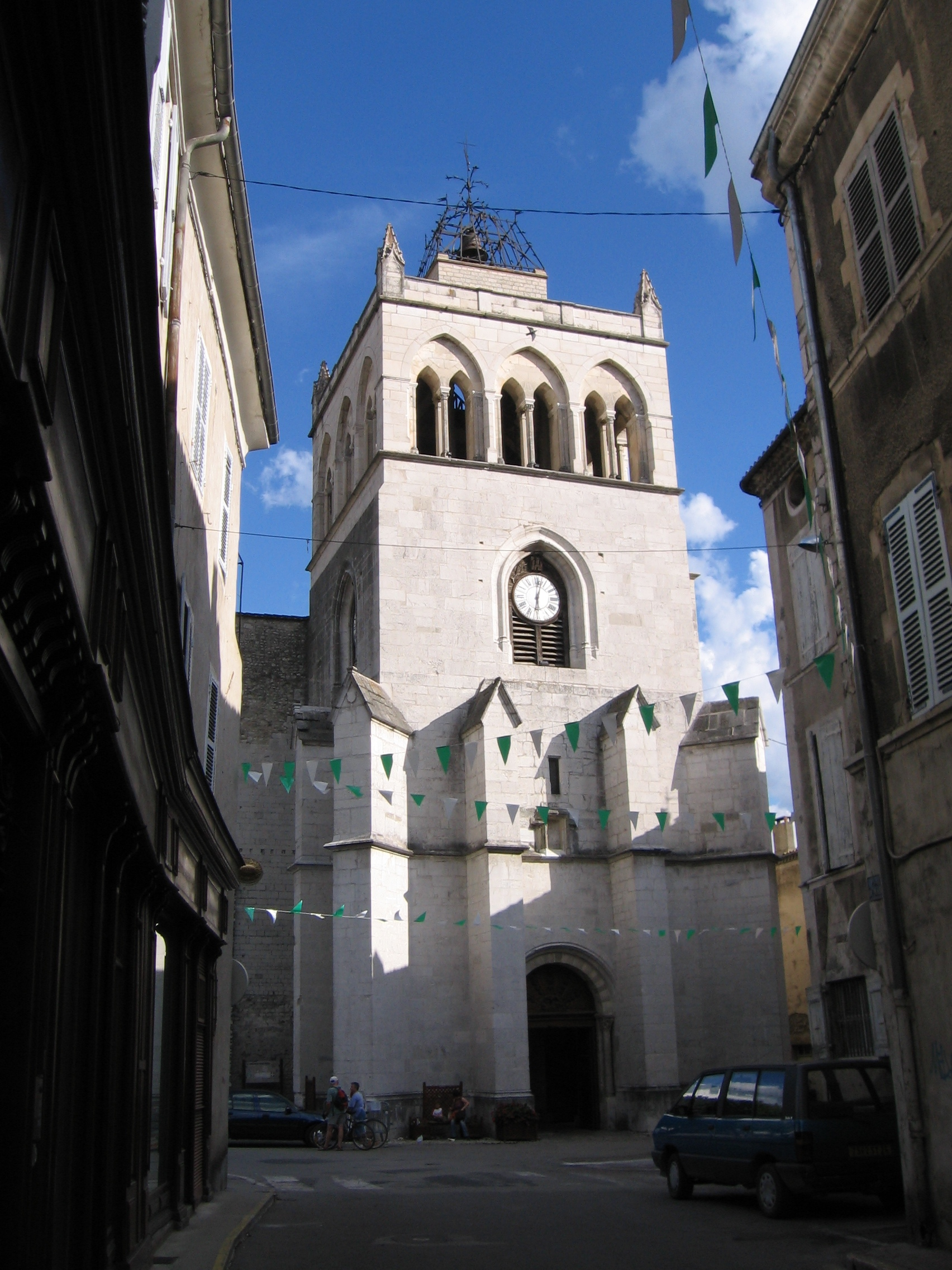
Giáo đường